# Notes biographiques de la Société académique du Touquet-Paris-Plage

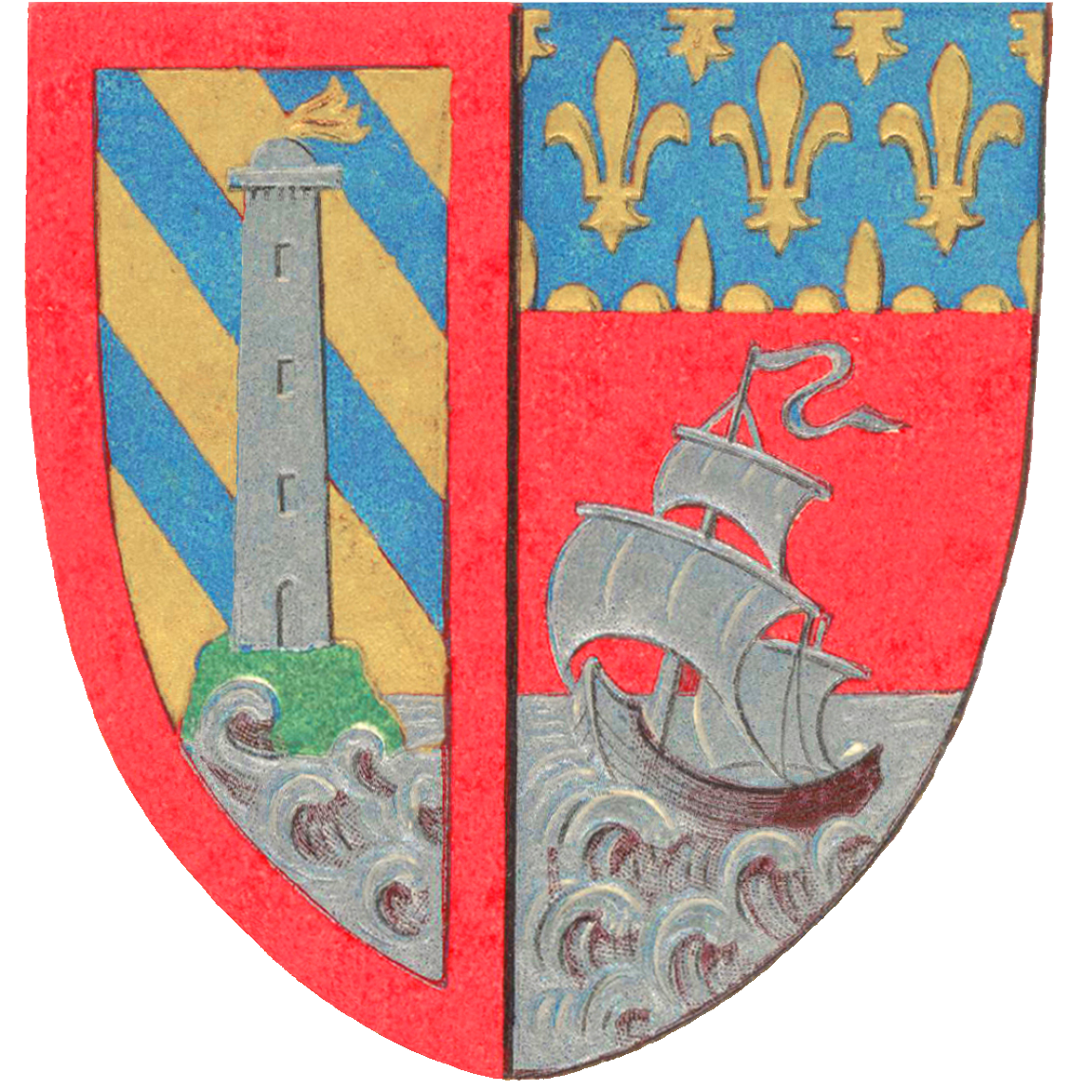
Blason du Touquet-Paris-Plage.

Les notes biographiques de la Société académique du Touquet-Paris-Plage sont celles, de ses membres titulaires, éditées dans les mémoires de la Société académique de Paris-Plage puis de la Société académique du Touquet-Paris-Plage de 1909 à 1936, auxquelles ont été ajoutés les hommages et nécrologies édités de 1992 à 2019.
- Haut – A
- B
- C
- D
- E
- F
- G
- H
- I
- J
- K
- L
- M
- N
- O
- P
- Q
- R
- S
- T
- U
- V
- W
- X
- Y
- Z

## A

### Georges Antoinat
Georges Antoinat (1883-1960) est un militaire, général français, diplômé de l'École militaire de Saint-Cyr.

#### Biographie
Georges Marie Antoinat naît le 5 août 1883 à Montceau-les-Mines (Saône-et-Loire), fils d'Albert Marie Adrien Antoinat et d'Eugénie Louise Marie Éon. Il épouse le 14 janvier 1914, dans le 7e arrondissement de Paris, Marie Félicie Émilie Germaine Lévêque, fille d'Édouard Lévêque.
Georges Marie Antoinat est bachelier ès-lettres et ès-sciences. Il est ancien élève de la 87e promotion (1902-04) dite « promotion du Sud-Oranais » de l'École militaire de Saint-Cyr.
Sous-lieutenant en 1904, il est lieutenant au 2e tirailleurs algériens en 1906. Il participe à la campagne du Maroc (1907-1910) puis suit les cours de l'École de guerre en 1910. Il obtient le brevet d'état-major en 1912.
Il participe à la Première Guerre mondiale : promu capitaine le 1er novembre 1915, il est blessé de guerre (éclat d'obus et gaz) ; il participe à la campagne d'Orient ; il est promu chef de bataillon en 1917.
Il est affecté à l'aviation en mars 1923 ; promu commandant en second du 33e régiment d'aviation à Mayence ; chef de cabinet au sous-secrétaire d'État à la guerre (mars 1926) ; promu lieutenant-colonel en 1926 puis colonel, commandant successivement le 31e d'aviation à Tours, l'Aéronautique du Levant, l'École de tir de Cazaux (Gironde) et enfin la 11e demi-brigade aérienne de Metz. Il termine sa carrière militaire avec le grade de général de brigade aérienne.
Il est élu membre de la Société académique du Touquet-Paris-Plage le 22 août 1927.
Il habite au 15, avenue Émile-Deschanel dans le 7e arrondissement de Paris puis 55, rue Saint-Didier dans le 16e arrondissement de Paris et Villa Concordia Junior boulevard de la Mer (Docteur Jules-Pouget aujourd'hui) au Touquet-Paris-Plage.
Il meurt le 10 août 1960 à Cannes, à l'âge de 77 ans,

#### Distinctions
Georges Antoinat reçoit la croix de guerre 1914-1918 en septembre 1915, il est cité à l'ordre de la brigade le 16 novembre 1918 (étoile de bronze) puis à l'ordre de la division (étoile d'argent).
Le 14 avril 1917, il est nommé au grade de chevalier de l'ordre national de la Légion d'honneur et fait chevalier de l'ordre rétroactivement à la date du 1er avril 1917, puis promu au grade d'officier dans l'ordre le 16 mars 1921 et fait officier de l'ordre rétroactivement au 16 juin 1920. Quelques années après la guerre, il essaiera d'être promu au grade de commandeur. Le dossier sera étudié plusieurs fois par le Conseil de l'ordre mais à chaque fois refusé compte tenu de « la réputation déplorable de cet officier, dont les qualités indiscutées d'intelligence et de bravoure se trouvent compromises par une atmosphère d'absence de moralité connue de tous ».
Georges Antoinat est titulaire de nombreuses décorations françaises et étrangères.

#### Publications
Georges Antoinat publie, Feuilles de Route Bulgares, La Campagne de Thrace, Quarante jours de guerre dans les Balkans, La réorganisation militaire et le service d'un an et de nombreux articles de presse.

## B

### Philippe Bataille
Philippe Bataille, né le 2 février 1925 au Touquet-Paris-Plage et mort le 18 avril 2019 à Rang-du-Fliers, est un entrepreneur de bâtiment spécialisé dans la plomberie et le chauffage central.

#### Biographie
Philippe Bataille suit un enseignement privé jusqu’au collège à ’école Saint-Michel du Touquet-Paris-Plage puis au lycée de Saint-Omer puis intègre l'école des travaux publics spécialité plomberie et chauffage central. En 1947, il intègre l’entreprise familiale au Touquet-Paris-Plage.
Il est élu conseiller municipal sous le mandat de plusieurs maires du Touquet-Paris-Plage : Jules Pouget, Pierre Ferrier, Léonce Deprez et Philippe Cotrel soit au total 48 années consécutives. Il occupe à trois reprises la fonction d'adjoint.
Il rejoint la Société académique du Touquet-Paris-Plage le 17 février 2007.
Il est président du Rotary en 1959, vice-président de la chambre de commerce de Boulogne, vice-président de la chambre syndicale du bâtiment et membre de la fédération nationale du bâtiment

### Nikolaï Beliaev
Nikolaï Beliaev (1878-1955) est un militaire et métallurgiste russe, issu d'une famille de militaires russes.
Au Touquet-Paris-Plage, il est membre correspondant de la Société académique du Touquet-Paris-Plage en 1928 et élu membre titulaire le 8 septembre 1930.

### Étienne Bernard
Étienne Bernard (1893-1980), est un médecin phtisiologue français. Il est l'un des pionniers de la  vaccination par le BCG en France. Il est le troisième fils de Tristan Bernard.
Le 24 août 1935, il est élu membre de la Société académique du Touquet-Paris-Plage au Touquet-Paris-Plage, station balnéaire où il a une résidence secondaire, villa Venvole, avenue du Paradis-Thérèse.

### Charles Bernier
Charles Bernier (1857-1936) est un avocat honoraire au Conseil d'État et à la Cour de cassation et un peintre aquarelliste.
Il est élu membre titulaire de la Société académique de Paris-Plage le 27 août 1906 et démissionnaire en 1907 puis réélu le 13 octobre 1908, il en est le vice-président de 1931 à 1933. Il habite au 40, boulevard des Invalides dans le 7e arrondissement de Paris et Villa Les Sarcelles, au 2, rue de Londres, au Touquet-Paris-Plage, en 1935.
La municipalité du Touquet-Paris-Plage lui rend hommage en donnant son nom au square Charles Bernier qui jouxte sa villa Les Sarcelles.

### Arsène Bical
Arsène Bical (1884-1925) est un architecte français. Il lance le style néo-anglais et Art déco, notamment au Touquet-Paris-Plage.

### Anatole Bienaimé
Anatole Bienaimé (1848-1911) est un architecte français.
Il est membre de la chambre syndicale (syndicat des propriétaires de Paris-Plage) depuis le 16 août 1903, et membre, à la création, de la Société académique du Paris-Plage le 9 juillet 1906.

### Paul Bienfait
Paul Bienfait (1864-) est un militaire et directeur-rédacteur de journal.

#### Biographie
Paul Bienfait est né le 26 juin 1864 à Villeneuve-Saint-Georges (Seine-et-Oise), fils de Louis Pierre Bienfait, marchand charcutier, et de Justine Victorine Leblond.
Il est capitaine d'infanterie honoraire au gouvernement militaire de Paris.
Il est directeur-rédacteur du journal Le Réveil de Seine-et-Oise, de 1904 à 1918.
Au Touquet-Paris-Plage, il est directeur du syndicat d'initiative. Il est élu membre titulaire de la Société académique du Touquet-Paris-Plage le 8 septembre 1930.
Il demeure au 6, rue Thimonnier dans le 9e arrondissement de Paris, en 1930.

#### Distinctions
Paul Bienfait est nommé au grade de chevalier dans l'ordre national de la Légion d'honneur le 1er septembre 1923 et fait chevalier de l'ordre le 8 novembre 1923, décoré de la croix de guerre 1914-1918 et fait officier d'Académie en 1905,.

#### Publications
Paul Bienfait publie La vie de Louis Cotte (oratorien qui découvrit les eaux sulfureuses d'Enghien-les-Bains), Le Guide Historique de la Vallée et de la Forêt de Montmorency (4 éditions), L'Histoire illustrée d'Enghien-les-Bains, de la fondation de la ville à 1912, avec la collaboration du docteur Hélary et de Julien Ponin.

### Henry Boddington
Henry Boddington (1849-1925) est un Anglais, brasseur et directeur de société.

#### Biographie

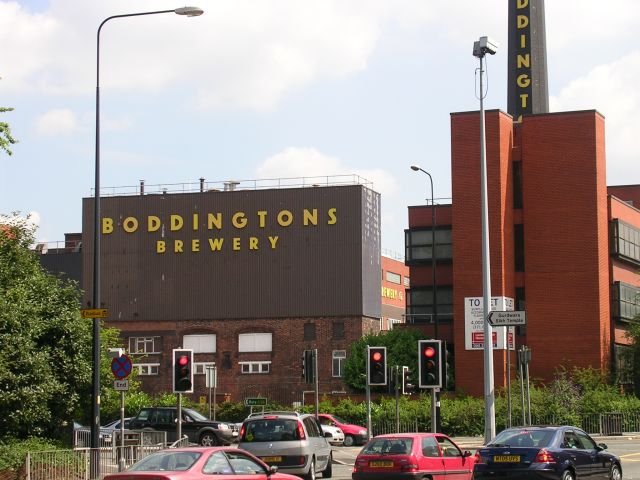
La brasserie Boddington, à Manchester, de nos jours.

Henry Slater Boddington est né à Eccles en Angleterre le 7 novembre 1849 et mort le 4 septembre 1925 à Wilmslow dans le comté du Cheshire, fils de Henry Boddington et de Martha Slater. Il épouse Emily Butterworth en 1878 à Manchester. Ils ont deux filles et un garçon.
Il fait ses études à Making Place Hall dans le Yorkshire, ensuite il devient élève-brasseur de 1866 à 1873 et s'associe avec son père de 1873 à 1887, dans sa Brasserie Boddington (en) en société par actions, il est président du conseil d'administration de la dite brasserie de 1887 à 1891.
Il est membre élu du conseil municipal de Manchester de 1880 à 1891.
Il est directeur du canal maritime de Manchester.
Il est nommé juge de paix en 1887.
Il est élu 1er président de « The Manchester Corn Exchange Company », en 1890.
Depuis 1891, il voyage autour du monde, notamment en Australie.
Il est fondateur et membre à vie de la Société des généalogistes de Londres.
À Paris-Plage, il est président de la Société des beaux-arts de Paris-Plage, en 1911, élu, la même année, membre titulaire de la Société académique de Paris-Plage le 11 septembre 1911. Il habite Trépied, hameau de Cucq en 1911.

### André Boutillier
André Boutillier (1886-1962) est un polytechnicien français, ingénieur civil et directeur de société.

#### Biographie
André Charles Émile Boutillier naît le 5 novembre 1886 dans le 18e arrondissement de Paris, fils d'Hippolyte Armand Stanislas Boutillier, archiviste, et de Mathilde Lucie Ducos, institutrice,.
Il fait des études secondaires à Paris, puis s'engage comme volontaire pour quatre ans le 5 octobre 1906, il finit sous-lieutenant. Il rentre à l'École polytechnique pour trois ans, de 1907 à 1909.
Il épouse Marie Léonie Jeanne Leroy le 21 avril 1914 dans le 18e arrondissement de Paris.
Pendant la Première Guerre mondiale, il est sous-Lieutenant d'artillerie à Douai. Il est promu capitaine de réserve par décret du 8 décembre 1933.
Il rentre dans la vie professionnelle comme inspecteur divisionnaire à la compagnie des chemins de fer du Nord de 1910-1921. Il prend la présidence du conseil et la direction générale de la société Leroy, « Au Bûcheron », à partir de 1921, il est également président de la chambre nationale de l'ameublement.
Il est directeur de la revue mensuelle X information des anciens élèves de Polytechnique à partir de 1920.
Il est élu membre titulaire de la Société académique du Touquet-Paris-Plage, le 8 septembre 1930. Il habite au 10, rue de Rivoli dans 4e arrondissement de Paris, en 1930.
Il meurt le 6 décembre 1962 au 47, boulevard de l'Hôpital dans le 13e arrondissement de Paris, son domicile est au 8, boulevard de Denain dans le 10e arrondissement de Paris.

#### Distinctions
André Boutillier est nommé chevalier de la Légion d'honneur le 14 janvier 1932.

### Fernand Buisset
Fernand Buisset (1869-1937) est un architecte français. Il est notamment architecte municipal pour la ville du Touquet-Paris-Plage.
Il est élu membre de la Société académique de Paris-Plage, le 27 août 1906.

### Oscar Butel
Oscar Butel (1863-1941) est un instituteur. Il est secrétaire général de la mairie du Touquet-Paris-Plage à la création de la commune.

#### Biographie
Oscar Edouard Henri Butel naît à Nampont (Somme), le 15 juillet 1863, fils de Narcisse Butel, cantonnier de la route impériale, et de Annaïsse Fouquemberg. Il épouse Anna Adélaïde Saladin, née en 1867, à Montcavrel,.
Il reçoit le brevet d'instituteur en 1881 et le certificat d'aptitude pédagogique en 1886. Il est nommé instituteur-adjoint de 1882 à 1886 et instituteur titulaire à Marles-sur-Canche de 1886 à 1889 puis à Cucq de 1889 à 1912. Il prend sa retraite le 1er janvier 1913.
Il prend la fonction de secrétaire de la mairie de Cucq de 1889 à 1912.
Il est président de l'amicale des anciens élèves de Cucq, de 1905 à 1912 et président de l'amicale des instituteurs de l'arrondissement de Montreuil, de 1907 à 1912.
Il devient le premier secrétaire général de la mairie du Touquet-Paris-Plage, à la suite de son érection en commune, à partir de mai 1912.
Il est élu membre titulaire de la Société académique du Touquet-Paris-Plage le 1er septembre 1913 et habite rue de Bruxelles au Touquet-Paris-Plage en 1913.
En 1926, il est domicilié, avec son épouse Anna Saladin, au 50, rue de Londres, à côté de la première mairie, au Touquet-Paris-Plage.
Il meurt le 16 avril 1941 à Montreuil-sur-Mer.

#### Distinctions
Oscar Butel est fait officier de l'ordre des Palmes académiques en 1907, reçoit la médaille d'argent des instituteurs en 1911 puis est fait officier de l'Instruction publique en 1912.

## C

### Achille Caron
Achille Caron (1912-1996) est un artiste photographe.

#### Biographie
Achille Louis Ernest Caron naît à Étaples (Pas-de-Calais), le 20 avril 1912, fils d'Achille Adolphe Caron, photographe, et de Julie Marie Marguerite Caloin.
Il est artiste photographe, fondateur et secrétaire de la Société « Les Amis de Quentovic ».
Il est élu membre de la Société académique du Touquet-Paris-Plage le 8 août 1936.
Il habite 29, rue de Rosamel à Étaples, en 1935.
Il meurt le 22 janvier 1996 à Saint-Étienne-au-Mont.

### Léon Caron

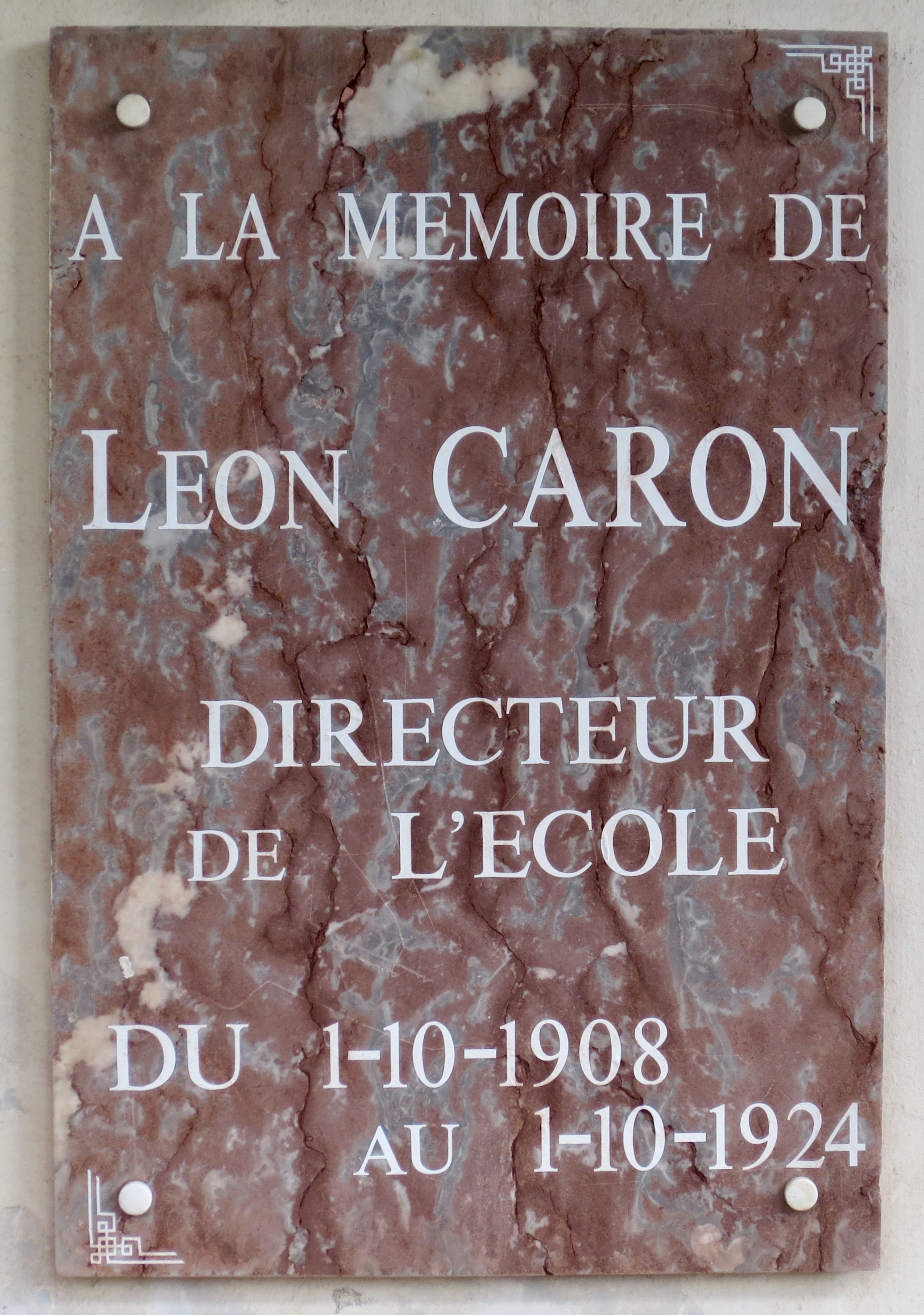
Plaque apposée au collège Saint-Éxupéry.

Léon Caron (1858-1931) est un instituteur public, il est directeur de l'école de Paris-Plage puis du Touquet-Paris-Plage.

#### Biographie
Léon Auguste Joseph Caron naît à Bavincourt (Pas-de-Calais), le 21 janvier 1858, fils de Louis Joseph Augustin Caron, ménager, et de Flavie Desailly. Le 26 août 1884 à Cucq, il épouse Marie Julie Blanche Godin ;
Il est instituteur public, successivement à Harnes et Béthune (1877-1881), Airon-Saint-Vaast et à Cucq (1881-1884), Noyelle-Vion (1884-1888), Villers-au-Bois (1888-1906) et
Brimeux (1906-1908). Il est ensuite directeur de l'école de Paris-Plage puis du Touquet-Paris-Plage de 1908 jusqu'à sa retraite en octobre 1924, une plaque à sa mémoire est apposée sur le mur de l'école des garçons, rue de Moscou. Élu conseiller municipal du Touquet-Paris-Plage en mai 1925, réélu en mai 1929, il est premier adjoint au maire. Il est juge de paix suppléant du canton d'Étaples, élu membre titulaire de la Société académique du Touquet-Paris-Plage le 17 août 1925. Il meurt au Touquet-Paris-Plage, le 30 mai 1931  à l'âge de 73 ans.

#### Hommage
La commune du Touquet-Paris-Plage lui rend hommage en apposant une plaque commémorative sur le mur du collège de la rue de Moscou.

#### Distinctions
Léon Caron est fait officier de l'ordre des Palmes académiques en 1910, puis officier de l'Instruction publique en 1921.

### Joseph Cassinelli
Joseph Cassinelli (1849-1921) est un professeur de collège puis économe.

#### Biographie
Joseph Ernest Cassinelli naît en 1849 à Palerme en Sicile, fils de Pierre Cassinelli et Catherine Carakapa. À la suite de l'annexion du comté de Nice à la France, il opte pour la nationalité française en 1860. Il épouse Gabrielle Victoire Duchemin et ont trois garçons : Paul qui est négociant à Paris, un second qui est sous-préfet de Batna, mortellement frappé au début de la guerre et André qui est écrivain sous le pseudonyme André du Fresnois, Mort pour la France lors de la Première Guerre mondiale.
Il fait ses études au lycée de Nice et en sort bachelier licencié ès-lettres.
Il est professeur au collège de Barcelonnette, puis commis d'économat au lycée de Sens puis au lycée Michelet à Nantes, ensuite il devient économe, successivement, dans les lycées de Montluçon en 1887, Saint-Quentin en 1889, Troyes en 1892, Nancy en 1898 et Lycée Carnot à Paris de 1905 à 1911.
Il est membre de la commission du contrôle des membres de l'enseignement.
Au Touquet-Paris-Plage, il est membre de la commission municipale pendant la Première Guerre mondiale et, également, de diverses organisations de bienfaisance. Il est élu membre titulaire de la Société académique du Touquet-Paris-Plage le 13 août 1921.
Attaqué et dévalisé sur le boulevard Maillot à Neuilly-sur-Seine, il meurt le 30 novembre 1921 à l’hôpital Beaujon, dans le 8e arrondissement de Paris, aujourd'hui à Clichy,.

#### Distinctions
Joseph Cassinelli est fait officier de l'ordre des Palmes académiques en 1888, puis officier de l'Instruction publique en 1900.

### Édouard Champion
Édouard Champion (1882-1938) est un éditeur-libraire et écrivain français installé à Paris. Il est aussi impliqué dans l'histoire du Touquet-Paris-Plage, et plus particulièrement de son musée.

### Jean Chauvet
Jean Chauvet (1906-2000) est un médecin français qui a exercé au Touquet-Paris-Plage.

#### Biographie
Jean Annet François Chauvet naît le 11 mai 1906 à Saint-Amant-Tallende dans le Puy-de-Dôme, fils de Joseph Louis André Chauvet, pharmacien, et de Marie Chaput.
Le 3 janvier 1935 dans le 16e arrondissement de Paris, il épouse Germaine Marguerite Lucienne Paule Dehée (1916-1982). Sur son acte de mariage, il est domicilié, villa Pomme d'Api au 65 rue de Moscou,.
Il est docteur en médecine en 1930, il exerce à l'hôpital Léopold-Bellan en 1931 à Paris, puis vient s'installer au Touquet-Paris-Plage où il habite et exerce à la villa Les Géraniums Pourpres (anciennement Tante Bob), avenue de la Reine-Victoria.
Il est élu membre de la Société académique du Touquet-Paris-Plage 10 septembre 1932.
Il meurt, à 94 ans, le 3 octobre 2000 à Campagne-lès-Hesdin dans le Pas-de-Calais.

### Maurice Colrat
Maurice Colrat de Montrozier (1871-1954) est un avocat et homme politique français sous la Troisième République

## D

### Georges Defer
Georges Defer (1858-1923), est négociant et courtier à Paris.

#### Biographie
Georges Désiré Defer naît à Paris, le 4 décembre 1858, fils de Désiré Benoit Defer et de Victoire Maria Dumas. Il épouse, en premières noces, Julie Marie Avoine, et en secondes noces, Camille Brunschwig.
Il est élève de l'école commerciale de Saint-Paul (Franc-Bourgeois). Il est engagé conditionnel, et est officier de réserve d'infanterie avec le grade de capitaine du 75e régiment territorial d'infanterie.
Il effectue sa vie professionnelle comme négociant et courtier à Paris.
À Paris-Plage et au Touquet-Paris-Plage, il est président du syndicat d'initiative et de développement du Touquet-Paris-Plage, depuis la fondation, en août 1908, jusqu'à la réorganisation en 1913, puis est nommé vice-président directeur du comité d'initiative et vice-président du conseil d'administration du Syndicat d'initiative du Touquet-Paris-Plage, le 10 octobre 1913. Il exerce la fonction de conseiller municipal dès mai 1912, date de la fondation de la commune du Touquet-Paris-Plage. Il est élu membre titulaire de la Société académique du Touquet-Paris-Plage le 12 septembre 1912.
Il habite 6, rue des Fossés-Saint-Bernard dans le 5e arrondissement de Paris en 1913.
Il meurt le 20 décembre 1923 dans le 5e arrondissement de Paris à l'âge de 65 ans.

### Louis Delepoulle
Louis Delepoulle (1858-1943) est un entrepreneur de peinture du Nord de la France.

#### Biographie
Louis Alfred Delepoulle naît le 17 mars 1858 à Lille, fils d'Adrien Aimé Louis Delepoulle, marchand de charbon, et de Zédonie Joseph Martin. Il épouse, en premières noces, le 25 avril 1891, à Tourcoing, Valentine Hortense Dugauquier, et, veuf, il épouse en secondes noces, le 4 juillet 1919 à La Madeleine, Lucie Blanche Seifert.
Il exerce la profession de peintre décorateur dans la région lilloise.
Pendant la Première Guerre mondiale, il est pris comme otage par l'armée allemande, et fait prisonnier de guerre, en Lithuanie du 8 janvier au 24 janvier 1918. À la suite de cet épisode, il crée l'association des otages de représailles, et en est le vice-président à partir de 1936, il est également vice-président du Comité pour l'érection du Monument aux Morts de Lille. Il est d'ailleurs représenté sur ce monument parmi les quelques personnages nommés les "Captifs".
Très impliqué dans la vie de la cité, il occupe de nombreux postes à responsabilité, il est vice-président de la chambre syndicale des entrepreneurs de l'arrondissement de Lille de 1911 à 1920, puis son président à partir de 1920, président de la Société des Amis de Lille, vice-président de l'assemblée générale des foires françaises, président du comité de patronage de l'école supérieure de jeunes filles, Jean Macé à Lille, président du comité de la foire commerciale de Lille, vice-président de la caisse de compensation du bâtiment du Nord de la France à partir de 1925, président du conseil d'administration de La Chronique des Travaux Publics. Il est le créateur d'un concours d'architecture doté de 30 000 francs de prix et d'un concours de littérature doté de 5 000 francs de prix distribués tous les ans. Il est également l'auteur de panneaux décoratifs dans les écoles de Lille.
Au Touquet-Paris-Plage, il est élu membre titulaire de la Société académique du Touquet-Paris-Plage, le 22 septembre 1922.
Il habite 236 boulevard de la République, La Madeleine (Nord), en 1922.
Il meurt en 1943.

#### Distinctions
Louis Delepoulle est nommé chevalier de la Légion d'honneur par décret du 7 juillet 1927 et officier du même ordre par décret du 3 mai 1937.
Il est nommé officier du Mérite agricole.
Il reçoit la médaille d'argent des victimes de l'invasion, est fait chevalier de l'ordre de Léopold et chevalier de l'ordre de la Couronne de chêne.

#### Publications
Louis Delepoulle publie en feuilles détachées, divers poèmes : cantate à Faidherbe, La Croix des Mères, etc.

### Gustave Deligny
Gustave Deligny (1871-1947) est le curé de la paroisse de Paris-Plage puis du Touquet-Paris-Plage.

### Eugène Derveloy
Eugène Derveloy (1855-1923), est un avocat et homme politique français.

### Félix Desbats
Félix Desbats (1878-), est un manufacturier en bijoux et pierres précieuses.

#### Biographie
Félix Desbats naît à Londres le 4 décembre 1878. Il épouse Léa Fontaine, née à Baudour, Saint-Ghislain, Belgique, sœur de l'épouse de Louis Aboudaram.
Après des études au lycée de Cherbourg et collège de Jersey, il est manufacturier en bijoux et pierres précieuses.
Au Touquet-Paris-Plage, il a la responsabilité du traçage des voies du quartier de Quentovic. Il est élu membre de la Société académique du Touquet-Paris-Plage le 19 juillet 1935. Il habite la villa La Taupinée, avenue de la Reine-May.

### Raymond Devillers
Raymond Devillers, né le 6 septembre 1921 au Touquet-Paris-Plage et mort le 26 mai 2018 à Rang-du-Fliers, est un ébéniste.

#### Biographie
Raymond Devillers est le fils d’une famille de cinq générations d’ébéniste, son grand-père a fondé « L’Atelier du rabot » en 1888 à Paris et vient s’installer au Touquet-Paris-Plage en 1910, rue Saint-André villa « Rêve d’artisan » qui deviendra « Le Rabot ». Il quitte l’école à quatorze ans et embrasse la même profession et obtient, en 1976, la médaille d’argent ébéniste d’art Meilleur ouvrier de France (MOF) décernée par l’Académie des Arts, des Sciences et des Lettres. Pendant 24 années, il est membre du bureau d’aide sociale de la commune.
Il rejoint la Société académique du Touquet-Paris-Plage le 26 août 2000.

### Émile Duforêts
Émile Joseph Duforêts naît le 1er juin 1866 à Waziers, dans le département du Nord, du mariage de Michel Duforêts, cultivateur, et d'Angélique Bertelet. Il épouse, en premières noces, Rosalie Vincourt, ils ont un fils, Ernest, puis, veuf, en secondes noces, Louise Coppin, ils ont deux enfants, Marie-Louise et Émile, Mort pour la France.
Il est élève de l'école professionnelle et des écoles académiques de Douai, où il obtient de nombreux prix et médailles.
Il est architecte à Douai en 1879, membre de la société régionale des architectes du Nord de la France, et nommé, le 17 novembre 1890, architecte agréé des communes et des établissements publics. Un exemple de ses réalisations, est la surélévation du clocher de l'église Saint-Michel de Flines-lez-Raches et la réalisation de l'hôtel des postes de la commune.
Il s'engage dans la vie politique et est élu conseiller municipal de la ville de Douai de 1892 à 1908.
Propriétaire du chalet Jeanne d'Arc, au 29, rue Saint-Alphonse (aujourd'hui rue Léon-Garet) à Paris-Plage, il est nommé secrétaire général, lors de la création du  syndicat des propriétaires de Paris-Plage, du 20 janvier 1894 au 12 août 1900, il est aussi secrétaire de la commission des chemins de Paris-Plage du 13 décembre 1894 au 24 août 1902. Il est l'architecte du chalet Saint-Christophe, construit en 1893, sis au 12, rue Léon-Garet.
Il est nommé, après concours, architecte départemental du Nord le 11 juin 1899 et architecte des hospices, du bureau de bienfaisance et de la cour d'appel de Douai.
À Paris-Plage, il est élu, 27 août 1906, membre titulaire de la Société académique de Paris-Plage, dont il est le vice-président à compter du 8 juin 1909.
Il est nommé architecte départementale honoraire le 24 mars 1910.
Il meurt, en sa demeure au 49, boulevard Faidherbe, à Douai le 20 juin 1910,.

### Alphonse Dufossé
Alphonse Dufossé (1860-1934), est un ingénieur du Génie maritime et premier agent technique de la commission des chemins de Paris-Plage, dès 1884.

### Henry du Parc
Henry du Parc (1851-1913), éditeur du premier guide agenda de Paris-Plage et un des fondateurs de la Société académique de Paris-Plage.

### Fernand Dupetit
Fernand Dupetit (1868-) est un industriel teinturier-apprêteur.

#### Biographie
Fernand Henri Eugène Dupetit naît le 8 août 1868 à Amiens du mariage d'Henry Gustave Dupetit, teinturier, et d'Augustine Virginie Henriette Gobert. Il épouse Mathilde Virginie Griois le 26 avril 1898 à Amiens.
Il fait ses études au lycée d'Amiens, ensuite devient industriel teinturier-apprêteur.
Il est élu membre de la Société industrielle de Rouen en 1891.
Il est membre du conseil de prud'hommes d'Amiens, à partir de 1905.
À Paris-Plage, il est membre de la chambre syndicale des propriétaires.
Il est élu membre titulaire de la Société académique du Touquet-Paris-Plage le 22 septembre 1922.
En 1926, il est membre de la Société des antiquaires de Picardie.
Il est fait officier d'Académie en 1928, pour services rendus à l'enseignement professionnel.
Il reçoit, en 1931, la médaille de bronze comme président d'honneur de la Société de secours mutuels des teinturiers, tisseurs d'Amiens.

## E

### Benjamin Élie
Benjamin Élie (1844-?) est un professeur de physique et de mathématiques.

#### Biographie
Benjamin Jean Élie naît le 5 novembre 1844 à Rennes dans le département d’Ille-et-Vilaine, fils d'Antoine Élie, lieutenant au 3e escadron du train des parcs d'artillerie, et de Flavie Euphrasie Noureux. Il épouse, le 30 janvier 1874 à Abbeville, Marie Julie Eliza Deschamps, marchande de mode.
Après des études au lycée de Douai et à la faculté des sciences de Lille, il obtient son doctorat en sciences, il est, successivement, en 1865, maître-répétiteur au lycée d'Amiens, en 1868, professeur de physique au collège de Charleville, en 1870, préparateur à l’institut Sainte-Barbe, à Paris, en 1872, professeur de mathématiques élémentaires au collège d’Arras et de 1873 à 1904, professeur de physique au collège d’Abbeville.
Il est élu membre titulaire de la Société académique de Paris-Plage le 13 octobre 1908.
Il habite 90 rue de la Pointe à Abbeville, en 1908.

#### Distinctions
Benjamin Élie est fait officier d'Académie par arrêté ministériel du 22 décembre 1884 puis officier de l'Instruction publique par arrêté ministériel du 30 janvier 1892.

#### Publications
Benjamin Élie publie, outre diverses communications dans des revues scientifiques, dans La lumière électrique : Équipotentielles dans les anisotropes (1867), dans le journal de physique : Choc des corps -Systèmes optiques (1880), actions hydrodynamiques. - Phénomène de Hall. - Du Gyroscope. - De la viscosité. - Écoulement des fluides (1882), potentiels électrodynamiques en élasticité (1883), L'élasticité dans les anisotropes (1886), Des constantes d'élasticité (Mémoire de la Société des sciences de Bordeaux, 1886), La fonction vectorielle (thèse Bordeaux 1892), études d'une élasticité gauche (Nouvelles Annales de Mathématiques 1901) et La Flore du Touquet et de Paris-Plage, en collaboration avec Édouard Lévêque. (Amiens, imprimerie Laforest 1910),.

## F

### Émile Ferré
Émile Ferré (1861-1944) est un journaliste français, directeur et rédacteur en chef de journal.
Il est élu membre titulaire de la Société académique du Touquet-Paris-Plage, le 24 août 1935.
En 1935, il habite L'Écho du Nord, 8 grande-Place à Lille, et a une résidence secondaire, Villa Crossway, avenue Douglas Haig (avenue du Maréchal-Foch, aujourd'hui), au Touquet-Paris-Plage.

### Claude Froissart
Hommage par Alain Mounier-Kuhn.

#### Biographie
Claude Paul Joseph Froissart naît le 9 décembre 1917 dans le 6e arrondissement de Paris du mariage de Jacques Joseph Froissart, industriel et sous-lieutenant de réserve et d'Élisa Augusta Marie Josèphe Vandame.
Après des études approfondies comportant HEC, le droit et sciences politiques, en 1943, il s'engage dans les FFI. Arrivé en Afrique du Nord, il s'engage dans les parachutistes et fait campagne en Italie, il terminera la guerre comme lieutenant. En 1945, il fait partie de l'armée française d'occupation en Autriche où il fait connaissance de sa future épouse, Charlotte Marie Kozdas, une autrichienne, qu'il épouse le 19 août 1946 dans le 14e arrondissement de Vienne, en Autriche, ils ont trois enfants, dont un meurt à l'âge de 17 ans.
Il mène une carrière professionnelle dans le milieu financier.
En 1978, en retraite, il se retire, à Brunehaut Pré dans le Pas-de-Calais, dans la grande demeure que possède la famille depuis 1850. Passionné de peintures et en particulier les peintres paysagistes du XVIIe siècle au XXe siècle, il ouvre une galerie de peinture, rue Saint-Jean, où on le retrouvera mort en 1992.
Il est élu membre de la Société académique du Touquet-Paris-Plage en octobre 1980 puis président en 1988.
Il meurt le 23 juillet 1992 au Touquet-Paris-Plage à l'âge de 74 ans.

#### Distinctions
Claude Froissart est décoré de la croix de guerre 1939-1945 et de la croix du combattant volontaire.

## G

### Jacques Garet
Jacques Garet, né le 23 novembre 1930 à Arras et mort le 19 septembre 2017 à Cucq, est un assureur et une personnalité politique. Il est le fils de Pierre Garet et le petit-fils de Maurice Garet, un des fondateurs de la Société académique du Touquet-Paris-Plage.

#### Biographie
Jacques Garet commence sa carrière dans les assurances à Breteuil, commune où il est maire de 1965 à 1975. 
En 1976, il déménage sur Amiens et replonge dans la politique. En 1990, il prend sa retraite au Touquet-Paris-Plage où il s’adonne aux échecs, sa passion.
Il entre à la Société académique du Touquet-Paris-Plage en 1992, il en devient le secrétaire perpétuel de 1996 à 2004 puis 2010 à 2011. Il en est le président de 2005 à 2007.

### Maurice Garet
Maurice Garet (1869-1937) est un avocat et l'un des fondateurs de la Société académique de Paris-Plage.
Il est un des fondateurs de la Société académique de Paris-Plage en juillet 1906, il en est président de 1906 à 1909 puis secrétaire perpétuel depuis le 8 juin 1909, membre de la chambre syndicale (syndicat des propriétaires de Paris-Plage) le 20 août 1911, membre du comité du syndicat d'initiative du Touquet-Paris-Plage, le 26 août 1912 et secrétaire du comité d'indicative du syndicat d'initiative du Touquet-Paris-Plage, le 10 octobre 1913.

### Pierre Garet
Pierre Garet, né le 7 septembre 1905 à Montdidier (Somme) et mort le 10 décembre 1972 à Amiens, est un homme politique français. Il est député de la Somme de 1945 à 1958 et ministre à trois reprises durant la IVe République.

#### Société académique du Touquet-Paris-Plage
Il est président et vice-président de la Société académique du Touquet-Paris-Plage de 1966 à 1972, son père, Maurice Garet, en fut l'un des principaux fondateurs en 1906, membre, président, secrétaire perpétuel et trésorier de 1906 à 1937, et son fils, Jacques Garet, en fut membre, président et secrétaire perpétuel de 1992 à 2011,,,,.

### Paul Gascheau
Paul Gascheau (1874-1945) est un docteur en médecine.

#### Biographie
Adolphe Marie Paul Gascheau naît à Rodez (Aveyron) le 1er janvier 1874, fils de Louis Maurice Gascheau, négociant, et de Marie Gabrielle Palous. Marié en premières noces avec Marie Claire Caroline Leroux, avec qui il a trois filles, il épouse, en secondes noces, Laure Cécile Joséphine Madeleine Fisbacq ;
Après des études au lycée de Rodez, et Henri IV à Paris, et à la faculté de Médecine de Paris, il est externe des hôpitaux en 1895 puis docteur en médecine en 1902.
Il est élu membre titulaire de la Société académique du Touquet-Paris-Plage le 12 septembre 1912.
En 1921, il habite, au Touquet-Paris-Plage, avenue de la Paix, avec ses trois filles, Marguerite, Yvonne et Jeanne et à Paris, 47 avenue Kléber, dans le 16e arrondissement.
Il meurt le 15 septembre 1945 dans le 7e arrondissement de Paris.

#### Distinctions
Paul Gascheau est nommé chevalier de la Légion d'honneur par décret du 5 novembre 1931,.

### Claude Gautier
Claude Gautier, né le 5 février 1932 à Auchy-les-Mines et mort le 3 avril 2019 au Touquet-Paris-Plage, est médecin des mines.

#### Biographie
Claude Gautier, après sa scolarité au collège Saint-Vaast de Béthune poursuit des études de médecine à Lille et, avec une thèse sur la silicose, obtient la médaille d’or de l’internat.
Il est médecin militaire, chirurgien anesthésiste, pendant 28 mois à la base aérienne de Marrakech où sa famille réside, puis revient au centre hospitalier de Lille. En 1968, il devient chef de service de l’hôpital de Lens où il exerce pendant vingt ans.
Il rejoint la Société académique du Touquet-Paris-Plage en 2005.

### Jean Gillet
Jean Gillet (1937-2015) employé dans un cabinet de géomètre-expert au Touquet-Paris-Plage.
Nécrologie par André Hanquiez (mémoires 2014-2016).

#### Biographie
Jean Gillet naît à Cucq le 27 mai 1937.
Il perd son père en 1942, lors d'un bombardement à Boulogne-sur-Mer.
En 1946, il devient touquettois, au 87-89 rue de Metz, petite librairie appelée « Chez Margueritat », où sa mère et sa sœur jumelle ont succédé à leur tante maternelle. C'est la maison des scolaires, par excellence.
Il fréquente l'école Saint-Exupéry du Touquet-Paris-Plage jusqu'au certificat d'études avec M. Leprêtre, puis le cours complémentaire d'Étaples jusqu'au brevet élémentaire.
Son grand-père, Émile Grevet, cheminot et maire de Cucq, le dirige vers une formation de cheminot, où son entrée est facilitée par sa qualité de pupille de la Nation.
À vingt ans, il est appelé au service militaire, incorporé au régiment des parachutistes de Pau où la visite médicale fait découvrir un souffle au cœur, d'où démobilisation immédiate et fin de la carrière aux chemins de fer.
Il rentre comme apprenti au cabinet de géomètre-expert d'André Hanquiez et y travaille jusqu'à sa retraite en 1997.
Il est un acteur majeur de la vie associative du Touquet-Paris-Plage comme le club d'échecs, le foyer interclubs, le Touquet Athletic Club, la Gaule touquettoise.
Il est élu comme membre titulaire de la Société académique du Touquet-Paris-Plage le 23 avril 2011 et comme secrétaire des séances le 14 décembre 2014.
Il meurt le 20 juin 2015 au centre hospitalier de Rang-du-Fliers, à l'âge de 78 ans.

#### Publications
Jean Gillet collabore au livre du centenaire intitulé Le Touquet-Paris-Plage 1912-2012 un siècle d'histoires, par la Société académique du Touquet-Paris-Plage, avec cinq articles, 1963 : la route en corniche, 1967 : Comment loger la population permanente, 1978 : Un champion de France à la Gaule touquetttoise, 1986 : l'Open international d'Échecs et 1991 : La maison des associations, une maison pour tous.

### Donald Grégoire
Donad Grégoire, né le 31 mars 1947 à Saint-Ouen-l'Aumône et mort le 31 mai 2018 à Boulogne-sur-Mer, est un patron d’entreprise de nationalité belge.

#### Biographie
Donald Grégoire suit des études au collège Saint-Martin de France à Pontoise puis à l'école supérieure de commerce (ESC) de Dijon puis à l'Institut supérieur des affaires (ISA.
Après avoir travaillé dans deux entreprises, il crée la sienne en 1986 dans le domaine du golf, sa passion.
Il rejoint la Société académique du Touquet-Paris-Plage en 2005 où il en sera le vice-président en 2017 et 2018.

### Henri Greisch
Henri Greisch (1872-1962) est un avocat français.

#### Biographie
Henri Charles Joseph Greisch naît à Amiens le 15 juillet 1872, fils de Charles Greisch, liquoriste, et de Marie Clotilde Louisa Perru. Il se marie, le 20 avril 1903 à Quevauvillers, avec Isabelle Marie Victoire Dien.
Après ses études à Amiens (bachelier ès-lettres) et à la faculté de droit de Paris (licencié en droit), il devient avocat à la cour d'appel de Paris en 1893, puis attaché au Parquet de la Seine en 1894, ensuite il est juge suppléant au tribunal civil de Saint-Quentin, en 1897, juge suppléant rétribué au tribunal civil de Montdidier, en 1902 et juge suppléant au tribunal civil de Péronne, en 1903. Il est président du tribunal civil de Vervins en 1921.
Au Touquet-Paris-Plage, il est élu membre titulaire de la Société académique de Paris-Plage le 27 août 1906 et membre de la chambre syndicale (syndicat des propriétaires de Paris-Plage) à partir du 14 août 1910.
Il habite à Péronne, Villa Les Roses, 27 rue Saint-Sauveur en 1912.
Il meurt le 7 janvier 1962 dans le 15e arrondissement de Paris à l'âge de 89 ans.

#### Publications
Henri Greisch publie Scènes de la vie enfantine, brochure de poésies, 1906 (Péronne. Impr. Loyson).

### Georges Gross
Georges Gross (1875-1950) est un professeur agrégé libre des facultés de médecine.

#### Biographie
Georges Victor Frédéric Gross naît à Nancy le 14 février 1875, fils de Charles Frédéric Gross et de Émélie Sophie Cécile Stoeber.
Il fait ses études au lycée et à la faculté de Nancy. Il est interne des hôpitaux.
Il est engagé volontaire, pour trois ans, en 1895, à la mairie de Nancy.
Il devient docteur en médecine le 30 juillet 1900, il est médecin major de 1re Classe territorial à une ambulance automobile chirurgicale pendant la Première Guerre mondiale.
Il est professeur agrégé libre à la faculté de Nancy. Il est élu membre de la Société académique du Touquet-Paris-Plage le 19 juillet 1935 et habite 23, Quai d'Orsay dans le 7e arrondissement de Paris et villa Le Paysa avenue du Golf, au Touquet-Paris-Plage, en 1935.
Il meurt le 20 février 1950, à l'âge de 75 ans, dans le 7e arrondissement de Paris.

#### Distinctions
Georges Gross est fait officier d'Académie, nommé chevalier de la Légion d'honneur en 1916, promu officier en 1925, décoré de la croix de guerre 1914-1918,.

## H

### Fernand Holuigue
Fernand Holuigue (1905-1987), est un secrétaire général de mairie qui a, entre autres, œuvré pour l'histoire du Touquet-Paris-Plage au travers de la Société académique du Touquet-Paris-Plage et du musée du Touquet-Paris-Plage - Édouard Champion.
Hommage rendu par Jean Couppé-Jacquart et Jacques Garet, le 23 août 1997 dans la grande salle de l'hôtel de ville du Touquet-Paris-Plage.

#### Biographie
Fernand Georges Eugène Holuigue naît le 11 janvier 1905 à Paris-Plage et meurt le 10 juillet 1987 au Touquet-Paris-Plage à l'âge de 82 ans, fils d'Eugène François Auguste Holuigue, maçon à Paris-Plage, et de Georgette Knab. Il se marie avec Adèle Marie-Louise Josien et ont deux enfants.
Il sort premier du canton de Montreuil, lors de l'examen du certificat d'études primaires, son seul diplôme.
Il apprend pendant quelques mois, en qualité de manœuvre, le métier de maçon-plâtrier a raison de 11 heures par jour. Il rentre à la mairie du Touquet-Paris-Plage, le 2 novembre 1918, comme apprenti dactylo pour trente francs par mois. Il est nommé rédacteur en 1925, puis secrétaire adjoint en 1929, il devient secrétaire général de la mairie en 1934. Il n'a pas trente ans.
En 1942, comme tous les secrétaires généraux de mairie de la France « occupée », il va recevoir, par instructions préfectorales, l'ordre de convoquer tous les jeunes de dix-huit ans et plus, et de leur faire remplir des fiches et des questionnaires, après passage d'une visite médicale. Les dossiers complets doivent être transmis à la préfecture d'Arras, où le Préfet délivre un récépissé sous forme de carte remise à chacun des jeunes, et sur présentation de laquelle leur seront remis les tickets de ravitaillement. Toute cette procédure devant déboucher sur une convocation afin de partir en Allemagne travailler dans le cadre du STO. Sauf que les documents n'arriveront jamais à la préfecture. Après plusieurs rappels, Fernand Holuigue reçoit la liste d'un inspecteur de la préfecture et, pour une deuxième fois, la procédure est relancée... mais, de nouveau, les dossiers n'arrivent pas à la préfecture... Cette fois, en 1943, c'est Paris qui dépêche un inspecteur au Touquet-Paris-Plage, les échanges sont vifs et menaçants des deux côtés, mais nous sommes en 1943, l'espoir a changé de camp, la guerre sera bientôt finie, et « l'on se retrouvera » dit-il à son interlocuteur lors du départ de celui-ci. Enfin, un commissaire de police est dépêché en mairie du Touquet-Paris-Plage, afin d'assister à la distribution des tickets de ravitaillement, et de nouveau, des échanges vifs et menaçants des deux côtés. Finalement, aucun jeune ne partit travailler en Allemagne. Fernand Holuigue, évitera de justesse, après dénonciation, l'arrestation et la déportation.
Après la libération, au troisième étage de l'hôtel de ville, Fernand Holuigue commence à rassembler une sorte de pré-musée, avec des documents retrouvés dans les archives de la Société académique du Touquet-Paris-Plage. Ceux qui ont raconté ces événements sont Pierre Leroy, Dany Meunier, Victor Lefranc, Robert Guiot, Christiane Sailly et Françoise Huguet. Il commence la rédaction de notes et documents pouvant servir l'histoire du Touquet-Paris-Plage pendant la guerre.
En juillet 1966, il prend sa retraite et s'installe définitivement au troisième étage de l'hôtel de ville.
Après une longue période de sommeil, l'activité de la Société académique du Touquet-Paris-Plage ne reprend qu'en 1966 sous l'impulsion de Fernand Holuigue, il aura un rôle essentiel de refondateur, il provoque une réunion, à laquelle sont conviés les six membres survivants d'une Société académique qui en comptait plus de trente avant-guerre. Deux personnes peuvent répondre à son appel, Léon Saxer secrétaire perpétuel en titre et le docteur Jean Chauvet, c'est ainsi que le 3 août 1966, avec ses deux parrains statuaires et deux voix, Fernand Holuigue est admis membre titulaire et, ensuite, est élu secrétaire-adjoint de la Société Académique
Il est également à l'origine du musée du Touquet-Paris-Plage en inventoriant, récapitulant et permettant de reconstituer une importante collection d'œuvres.

Il participe, avec Jean Couppé-Jacquart, a de nombreuses recherches archéologiques sur l'histoire de Quentovic, Jean Couppé-Jacquart a dit, en ce jour d'hommage 

« […] Si, d'aventures, les étaplois honorent les créateurs du musée Quentovic d'Étaples, qu'ils n'oublient pas Fernand Holuigue ! Son nom doit figurer à côté du mien et à côté du nom de Louisette Couppé »

Il habite à l'hôtel de ville du Touquet-Paris-Plage pendant sa période de secrétaire général de la mairie puis allée des Tourterelles, au Touquet-Paris-Plage, à partir de sa retraite.

#### Hommage
La ville du Touquet-Paris-Plage lui rend hommage en inaugurant le parc Fernand Holuigue.

#### Publications
Fernand Holuigue publie Le Touquet-Paris-Plage à l'aube de son nouveau siècle 1882-1982, J. Chauvet, C. Béal et F. Holuigue, Éditions Flandres-Artois-Côte d'Opale, 1982, de nombreuses communications dans les mémoires de la Société académique du Touquet-Paris-Plage et Histoires de... Paris-Plage, Fernand Holuigue, (publication éditée en son hommage, après sa mort).

### Léon Hoyez
Léon Hoyez (1886-1963) est un architecte français.

## K

### Eugène Koessler
Eugène Koessler (1876-1935) est un professeur agrégé de l'université spécialisé en langue allemande.
Il est élu membre de la Société académique du Touquet-Paris-Plage, le 22 août 1927. À cette date, il habite 37, rue Davioud, dans le 16e arrondissement de Paris et villa L'Alsacienne, voisine du Village Suisse, avenue Saint-Jean, au Touquet-Paris-Plage.

## L

### Paul Labbé
Paul Labbé (1877-1968) est un avocat au barreau d'Arras.

#### Biographie
Paul Henri Labbé est né le 21 novembre 1877 à Arras et mort le 17 février 1968 à Abbeville à l'âge de 90 ans, il est le fils de Paul Henri Labbé, comptable, et de Florine Dubuis. Il épouse Andrée Boidin, le 20 janvier 1910 à Péronne.
Il est docteur en droit, avocat au barreau d'Arras.
Il est secrétaire du Conseil des directeurs de la caisse d'épargne d'Arras.
Il est élu membre titulaire de la Société académique du Touquet-Paris-Plage, le 22 septembre 1922 et habite 4 rue Paul Perrin, Arras, en 1922.

### Paul Lagrange
Paul Lagrange (1869-1931) est un écrivain français. Il est négociant sur son acte de mariage et industriel sur son acte de décès.

#### Biographie
Paul Gustave Lagrange naît le 18 mai 1869, dans le 9e arrondissement de Paris, il est le fils de Annet Gustave Paul Lagrange. Il épouse, le 17 mars 1906, dans le 11e arrondissement de Paris, Eugénie Louise Jacquot,.
Il fait ses études au lycée de Bordeaux et est bachelier ès-sciences en 1887. Il démarre des études de médecine qu'il ne continue pas.
Après son service militaire, il est lieutenant de réserve de 1893 à 1902.
Il est lauréat de la Société d'encouragement au bien (littérature) en 1895, lauréat de la Société de topographie de France (1897), critique dramatique de la Revue du Cercle Militaire de Paris, de 1900 à 1902, secrétaire général adjoint de la revue La Plume et l'Épée et collaborateur en 1901 à la Revue des Revues.
Il est engagé volontaire comme officier d'administration en 1914 et mis hors cadres en 1916 pour surdité.
Il est élu membre titulaire de la Société académique du Touquet-Paris-Plage le 13 août 1921 et habite 198 rue de la Roquette dans le 11e arrondissement de Paris, en 1922.
Il est retrouvé mort dans la Loire, près de Beaugency, le 7 octobre 1931 à l'âge de 62 ans.

#### Distinctions
Paul Lagrange est nommé officier d'Académie en 1897 et nommé chevalier de l'ordre du Mérite agricole en 1911.

#### Publications
Paul Lagrange publie Contes en cinq sec (journal le Chat Noir), Contes militaires (H. Ch. Lavauzelle, édit. 1895) Préface de Jules Claretie, Traité de topographie (Beaudoin, édit. 1897), Corrigés de composition mathématiques  des concours de l'école de Saint-Maixent (Beaudoin, édit. 1898), L'indécis, roman (Société libre des gens de lettres, 1898), Un cœur en détresse, roman, (Libr. Perrin 1919), Un drame en forêt, roman, (Libr. Perrin, 1920), Vieille chanson, comédie en I acte (théâtre de Belleville), Par Amour, pièce en trois actes (Théâtre de Belleville, 1922) et des articles, chroniques, critique théâtrale, etc., dans divers journaux et revues,.

### Édouard Lamy
Édouard Lamy (1855-1948) est un ingénieur des Arts et Manufactures.
Au Touquet-Paris-Plage, il est membre de la chambre syndicale (syndicat des propriétaires de Paris-Plage) depuis le 12 août 1900, vice-président de 1900 à 1909 et président à partir de 15 août 1909 et il est élu membre titulaire de la Société académique de Paris-Plage le 27 août 1906.

### Richard Langlois-Berthelot
Richard Langlois-Berthelot (1893-1974) est un ingénieur de l'École supérieure d'électricité.
Il est élu membre de la Société académique du Touquet-Paris-Plage le 9 septembre 1935 et habite villa Reanne, avenue de l’Atlantique au Touquet-Paris-Plage.

### Jacques Lecat
Jacques Lecat, né le 17 décembre 1922 dans le 10e arrondissement de Paris et mort le 17 décembre 2018 à Rang-du-Fliers, est un avocat au barreau d’Amiens.

#### Biographie
Jacques Lecat passe son enfance dans l’hôtel que tiennent ses parents sur la place de la Gare de Valenciennes. Pendant la seconde Guerre mondiale, afin d’échapper au Service du travail obligatoire (STO), il se porte volontaire pour travailler dans les mines. Il reprend ses études au sortir de la guerre qu’il termine par un double doctorat et commence, en 1954, une carrière d’avocat au barreau d’Amiens, spécialisé dans les procédures civiles et commerciales et le droit de la famille. Il est élu bâtonnier. il prend sa retraite au Touquet-Paris-Plage en 1988.
Il rejoint la Société académique du Touquet-Paris-Plage en 2000 dont il en a été le secrétaire de 2005 à 2010.

### Georges Lefèvre
Georges Lefèvre (1863-1937) est un huissier-audiencier près le tribunal de Commerce de la Seine.

#### Biographie
Jean Georges Lefèvre naît le 18 mai 1863 dans le 8e arrondissement de Paris, époux de Louise Eugénie Leblond, fils d'Édouard Joseph Lefèvre, plaqueur en équipages, et de Josephine Léontine Deschamps.
Il fait ses études au lycée Condorcet et à la faculté de droit de Paris et il en sort bachelier (lettres et sciences) et licencié en droit. Il est clerc de notaire en 1882 puis huissier-audiencier près le tribunal de commerce de la Seine en 1899.
Il est le fondateur de la Société de tir du 8e arrondissement en 1881, et en est le vice-président jusqu'en 1901. Il est président du conseil d'administration de la Société la Prudente, vice-président de l'union sportive de tir de la région de Paris. Il occupe les postes de secrétaire général de l'union des Sociétés de tir de France, de secrétaire de la section des sports à l'exposition universelle de 1900 et de secrétaire général de l'union internationale de tir.
Il est engagé volontaire en 1883.
Il est administrateur du bureau de bienfaisance du 17e arrondissement de Paris, à partir de 1883.
Au Touquet-Paris-Plage, il est élu conseiller municipal, le 19 mai 1912, année de création de la commune, membre titulaire de la Société académique du Touquet-Paris-Plage, le 2 août 1912 puis vice-président en 1933 et 1934 et président à partir de 1935. Il est membre, de la chambre syndicale (Paris-Plage, administration, service, institution et société financière#Syndicat des propriétaires de Paris-Plage|syndicat des propriétaires), le 6 août 1912 et du comité d'initiative du syndicat d'initiative du Touquet-Paris-Plage, le 10 octobre 1913.
En 1913, il habite 82, boulevard des Batignolles dans le 17e arrondissement de Paris, et villa La Concorde, 46, rue Léon Garet (anciennement rue Saint-Alphonse), au Touquet-Paris-Plage.
Il meurt le 7 janvier 1937, dans le 17e arrondissement de Paris, à l'âge de 73 ans.

#### Distinctions
Georges Lefèvre est fait officier d'Académie puis officier de l'Instruction publique en 1903, et nommé chevalier de la Légion d'honneur par décret le 18 octobre 1918,.

### Ernest Legendre
Ernest Legendre (1855-1914) est un publiciste, il est le fondateur du Paris-Plage, le premier journal de Paris-Plage et acteur majeur à la création de cette nouvelle station.

### Paul Lelong
Paul Lelong (1851-1920) est un docteur en médecine français.
Il est élu membre titulaire de la Société académique de Paris-Plage le 13 octobre 1908 et habite rue de Paris à Paris-Plage, en 1910 et 11, rue Lamartine à Nice, en 1910.

### Jean Leroy
Jean Leroy, né le 24 août 1927 à Villeurbanne et mort le 16 novembre 2018 à Montreuil-sur-Mer, est un employé de banque, écrivain, historien local, peintre et dessinateur. Il est le fils d’Albert Leroy, ancien journaliste du Télégramme du Pas-de-Calais et de La Voix du Nord.

#### Biographie
Jean Leroy a écrit, entre autres, l’ouvrage Quand Montreuil était sur Mer-Quentovic qu’il a illustré de ses dessins.
Domicilié à Boulogne-sur-Mer, il est venu ensuite s’installer à Montreuil-sur-Mer.
Il est chevalier dans l'ordre des Palmes académiques.
Il rejoint la Société académique du Touquet-Paris-Plage le 16 août 1986,.

### Édouard Lévêque
Édouard Lévêque (1857-1936) est un manufacturier amiénois, peintre et botaniste. Créateur de l'expression de « Côte d'Opale », il participe à la création de Paris-Plage. Il est le premier historien de la station balnéaire et rédige plusieurs ouvrages sur l'histoire de celle-ci et de ses fondateurs. Il est l'un des huit fondateurs le 9 juillet 1906 de la Société académique de Paris-Plage.

## M

### Jacques Meyer
Jacques Meyer (1882-1941) est un industriel.

#### Biographie
Jacques Meyer naît à Paris le 10 octobre 1882, dans le 9e arrondissement de Paris, fils de Eliezer Émile Meyer et de Félicie Emérique. Il épouse Françoise Laure Berthe Juliette Kraemer le 29 novembre 1917 dans le 17e arrondissement de Paris.
Après ses études au lycée Condorcet, il est licencié ès-lettres.
Il est engagé volontaire, en 1902, pour trois ans dans le 8e arrondissement de Paris.
Il exerce le métier d'industriel.
Il est élu membre de la Société académique du Touquet-Paris-Plage le 19 juillet 1935 et habite 12 rue Alfred de Vigny dans le 8e arrondissement de Paris et villa La Floride, avenue Fernand Recoussine (anciennement avenue du Casino), au Touquet-Paris-Plage en 1935.
Il meurt le 5 avril 1941 dans le 8e arrondissement de Paris à l'âge de 58 ans.

## P

### René Pacquet
René Pacquet (1870-), négociant en fourrures, et créateur, en 1908, du lotissement Quentovic à Paris-Plage.

### Adrien Perret-Maisonneuve
Adrien Perret-Maisonneuve (1866-1937) est un avocat et magistrat.

### Émile Peynot
Émile Peynot (1850-1932) est un sculpteur et médailleur français.
Il est élu membre de la Société académique du Touquet-Paris-Plage le 13 août 1921 ; il en démissionne en août 1927.

### Pierre Pillain
Pierre Pillain (1907-1974) est un agent d'assurance à Berck.

#### Biographie
Pierre Marie François Joseph Louis Pillain est né le 26 janvier 1907 à Doudeauville (Pas-de-Calais), fils de Marie Pierre Paul Pillain, propriétaire, et de Louisa Marie Amélie Serry, propriétaire. Il se marie le 10 septembre 1947 à Boulogne-sur-Mer avec Suzanne Eugénie Berny.
Il fait ses études à Boulogne-sur-Mer. Il exerce le métier d'agent général d'assurances à Berck.
Il est membre, de la Société académique de Boulogne-sur-Mer, et de la Société académique du Touquet-Paris-Plage le 13 août 1932 et habite au 39, rue Belle-Croix à Desvres.
Lors de la Seconde Guerre mondiale, il est fait prisonnier de guerre.
Il meurt le 19 février 1974 à Lille.

#### Publications
Pierre Pillain publie :
- Généalogie de la famille Pillain en 1929[33]
- Histoire de l'abbaye royale Saint-Jean-l'Évangéliste de Doudeauville : de l'ordre de St-Augustin de la congrégation d'Arrouaise, 1099-1791, Paris, Impr. des orphelins-apprentis d'Auteuil,, 1958, 56 p. (lire en ligne)[102]

### Robert Poubelle
Robert Poubelle (1926-2015) est un ingénieur français.
Nécrologie par Alain Mounier-Kuhn.

#### Biographie
Robert Jules Pierre Poubelle naît le 24 octobre 1926 à Labourse dans le département du Pas-de-Calais, fils d'un ingénieur des mines du Pas-de-Calais. Il se marie avec Paulette Duriez. Il passe toute son enfance à Berck.
Après ses études secondaires, il entre à l'institut catholique des Arts et Métiers de Lille. Il en sort ingénieur en 1949 et entre à EDF où il ne reste que trois ans ; il intègre l'agence régionale de Lille du groupe Alsthom et en devient le directeur. En 1974, il est nommé directeur-adjoint d'Alsthom-CGE à Paris. En 1978, à la suite de restructurations, il est nommé directeur général des agences régionales de France du groupe Alsthom-Atlantic, et ce, jusqu'à son départ à la retraite en 1988.
Il habite Boulogne-Billancourt, en région parisienne, et devient un membre très actif de l'association « Boulogne Environnement ».
Il fait des conférences sur des sujets aussi variés que l'atome, la planète, l'évolutionniste des climats.
Arrivé au Touquet-Paris-Plage en 1990, il est élu membre de la Société académique du Touquet-Paris-Plage en 1994.
Il meurt le 11 septembre 2015 à Cucq à l'âge de 88 ans et inhumé au cimetière de Lens.

#### Publications
Robert Poubelle publie, en 1994, une communication intitulé Conception et réalisation de la liaison électrique sous-marine à haute tension entre la France et l'Angleterre et en août 1998, Le Touquet dans 50 ans, dans les mémoires de la Société académique du Touquet-Paris-Plage 1997-1999.

### Jules Pouget
Jules Pouget (1884-1963) est un homme politique français et maire du Touquet-Paris-Plage.

### Albert Pouthier
Albert Pouthier (1878-1948), est un architecte français.
Il est élu membre de la Société académique de Paris-Plage le 30 juillet 1910.

## Q

### Louis Quételart
Louis Quételart (1888-1950), est un  architecte de la région Nord-Pas-de-Calais.
Il est élu membre titulaire de la Société académique du Touquet-Paris-Plage le 23 août 1926.

## R

### Jeannine Ravin-Paré
Jeannine Ravin (1917-2015) agent de location au Touquet-Paris-Plage.
Nécrologie par Richard Klein.

#### Biographie
Jeannine Paré est née le 19 mars 1917 au Touquet-Paris-Plage et morte le 4 août 2015 à Cucq, à l'âge de 98 ans, fille de Gabriel Paré, agent de location au Touquet-Paris-Plage et de Jeanne Ternoy. Elle se marie, avec Pierre Ravin, le 28 septembre 1943 et ont trois enfants, Jean-Pierre, Annie et Jacques.
Elle descend d'une des plus anciennes familles Paris-Plageoises, qui au début de la station, était d'origine picarde. En 1887, son grand-père, Maurice Paré (1851-1896) transfère son entreprise de menuiserie d'Amiens à Paris-Plage sur les conseils d'Anatole Bienaimé qui est l'architecte le plus actif du lotissement Daloz. Valentine Paré, l'épouse de Maurice, crée une agence immobilière en 1893 afin de participer à la vente des terrains du lotissement Daloz. Gabriel Paré, le fils de Maurice, et son épouse, Jeanne Ternoy, intègre l'agence immobilière familiale et en assure la perennité au décès de Valentine Paré en 1927. Le couple a deux enfants, Maurice en 1910 et Jeannine en 1917. Elle rentre à l'agence immobilière de ses parents à l'âge de 17 ans en 1934.
Lors de la fête scolaire, elle devient reine de la fête de l'arbre, en 1929, le roi est Georges Holuigue.
Elle fait partie des « Flèches Bleues » équipe de basket locale.
Elle est désignée « reine de la fête des fleurs » en 1938, sur le char dénommé « L'Ange Bleu ».
Elle suit des cours d'infirmière de la Croix Rouge aux hôpitaux de Berck en 1938, elle est mobilisée en 1939 au service de cardiologie du capitaine Doumer à l'hôpital complémentaire du Royal Picardy en septembre 1939. Elle officie en mai 1940 à l'hôtel du Golf transformé en hôpital.
Elle est élue membre titulaire puis vice-présidente de la Société académique du Touquet-Paris-Plage.

#### Distinctions
Elle est nommée chevalier de l'ordre national du Mérite.

### Jean-Pierre Ravin
Jean-Pierre Ravin (1946-2016) directeur d'agence de location et courtier en assurances au Touquet-Paris-Plage.
Nécrologie par Frédéric Quételard.

#### Biographie
Jean-Pierre Ravin est né en 1946 et mort le 15 avril 2016 dans sa 72e année, fils de Pierre Ravin et Jeannine Paré. Il se marie avec Michèle Ducrocq et ont deux filles, Marie et Thalie.
Il est un des collaborateurs du cabinet d'architecte Louis Quételart, il est ensuite courtier en assurances dans les locaux de l'agence Paré, rue de Paris.
Sa famille est une des plus vieilles du Touquet-Paris-Plage ; ses arrière-grands-parents maternels ont fondé l'agence immobilière Paré en 1893. C'est aujourd'hui la 5e génération de la famille Paré avec Marie, fille de Jean-Pierre Ravin qui tient l'agence Paré. Jean-Pierre a repris l'agence que dirigeait sa mère Jeannine, avec son frère Jacques. Ce sont maintenant sa fille et sa petite-fille qui assurent la continuité.
Il est membre actif de l'union des propriétaires résidents et amis du Touquet (UPRAT) et membre fondateur de la jeune chambre économique du Touquet.
Il est commissaire bénévole du rallye automobile du Touquet-Paris-Plage.
Il participe, dans les années 1960/1961, au casting du film Tintin et le Mystère de la Toison d'or de Jean-Jacques Vierne d'après l'œuvre d'Hergé pour jouer le rôle de Tintin, malgré la ressemblance, il n'est pas retenu.

#### Publications
Il collabore au livre du centenaire Le Touquet-Paris-Plage - 1912-2012 - Un siècle d'histoires, Éditions Henry, octobre 2011, 226 p.,  (ISBN 978-2-91769-893-8) en publiant l'année 1937 « La crise est derrière nous ».

### Fernand Recoussine
Fernand Recoussine (1875-1953) est un administrateur et directeur d'hôtel. Il est élu premier maire, le 19 mai 1912, du Touquet-Paris-Plage.

### André Roussel
André Roussel (1925-2013) est un propriétaire de boucherie au Touquet-Paris-Plage.
Nécrologie par André Hanquiez.

#### Biographie
André Roussel est né le 23 octobre 1925 au Touquet-Paris-Plage et mort le 30 mars 2013 à son domicile du Parc Soleil à Cucq, à l'âge de 87 ans. Il se marie, avec Arlette Compagnon, le 25 octobre 1947 à Acq. Ils ont quatre enfants.
Il fait son apprentissage de boucher près de son père, assurant ensuite la pérennité d'une troisième génération, son grand-père avait déjà son magasin face au parvis de la chapelle Saint-André, rue de Londres au Touquet-Paris-Plage. À la suite de l'ouverture de la nouvelle poste, rue de Metz, en 1930, la boucherie est transférée dans cette rue, face à l'entrée de la poste. Il exercera son métier de boucher, de 1958 à 1988, âge de sa retraite.
Il est conseiller municipal à trois reprises, de 1977 à 1995.
Sa passion pour sa commune le conduit à collectionner les cartes postales. Il crée au sein du syndicat d'initiative, une commission « la bourse aux échanges » qu'il étend au niveau de la commune, avec la journée des collectionneurs, une fois par an. Il présente ses collections de cartes postales à l'hôtel de ville et à la bibliothèque. Avec le concours des Échos du Touquet, il publie chaque semaine une carte postale en fournissant les explications sur celle-ci.
Il est élu membre de la Société académique du Touquet-Paris-Plage en 1987, il est vice-président sous la présidence de Francis Grardel. Il démissionne en 2012.

### Adrien Roy
Adrien Roy (1860-) est un maître-imprimeur à Amiens.

#### Biographie
Paul Adrien Roy est né à Amiens le 28 septembre 1860, fils d'Eugène Roy, marchand de literies, et de Joséphine Charlotte Clémentine Guibet. Il se marie avec Marie Claire Valade, le 26 juillet 1899 à Bordeaux.
Il est maître-imprimeur à Amiens.
Il est, secrétaire de la Société du tir de Picardie de 1885 à 1896, membre-délégué de l'Union des sociétés de tir de France et champion de France, à l'arme de guerre, en 1890.
Il est élu membre titulaire de la Société académique du Touquet-Paris-Plage, le 1er septembre 1913 et habite 10 rue Debray à Amiens en 1913.

#### Distinctions
Il est fait officier d'Académie le 20 octobre 1896.

## S

### Gaston Sainsard
Gaston Sainsard (1884-1976) est un directeur de société.

#### Biographie
Gaston Adolphe Sainsard est né le 22 décembre 1884 à Calais (Pas-de-Calais) et mort le 4 août 1976 au Touquet-Paris-Plage, fils d'Adolphe Sainsard, dessinateur en tulle, et de Marie Élisa Antoinette Lamart. Il épouse Elsie Katherine Mott (1879-1966), Anglaise, ils sont inhumés tous les deux au cimetière du Touquet-Paris-Plage. Ils ont deux fils, nés en Angleterre, Philippe Henri (1915-) et Jean Henri (1912-1989), inhumé au cimetière du Touquet-Paris-Plage,. Gaston Sainsard a un frère, Henri Jules Louis Adolphe Sainsard qui est né le 25 avril 1879 à Calais (166, Place d'Armes) et mort le 29 août 1958 à Calais. Il est président-fondateur de l'aéro-club de Calais, représentant du ministère de l'Air à l'aviation populaire et vérificateur au service des fabrications du ministère de l'armement.
Gaston Sainsard, une fois entré dans la vie active, il est, de 1905 à 1921, secrétaire et directeur commercial de la société d'Hardelot-Plage, directeur de la Société générale du Touquet-Paris-Plage en 1921, vice-président du Touquet-tennis-club, vice-président du syndicat d'initiative du Touquet-Paris-Plage et président de la Société de CI de l'arrondissement de Montreuil. Il est adjoint au maire du Touquet-Paris-Plage.
Il est élu membre de la Société académique du Touquet-Paris-Plage le 10 septembre 1932 et habite villa Les Pommiers, avenue de l’Hippodrome (anciennement avenue de la Canche) au Touquet-Paris-Plage, en 1932.

#### Distinctions
Il est décoré de la croix de guerre 1914-1918, reçoit la Médaille du roi Albert et, en janvier 1929, la médaille de bronze de la prévoyance sociale.

### Joseph-Louis Sanguet
Joseph-Louis Sanguet (1848-1921) est un ingénieur géomètre topographe qui a réalisé le lotissement, à l'est du boulevard Daloz, à la demande John Whitley.

### Gustave Sauvage
Gustave Sauvage (1853-1926) est un avoué près la Cour d'appel d'Amiens.

#### Biographie
Gustave Charles Adolphe Sauvage naît, à Lille, le 2 septembre 1853, fils de Jean Baptiste Sauvage, employé des contributions indirectes, et d'Adelaïde Josèphe Marchand. Il épouse Marie Angélina Julie Dacquin le 10 septembre 1879 à Lefaux,,.
Après des études aux lycées de Lille et Douai (bachelier ès-lettres) et à la faculté de droit de Douai (licencié en droit), il est avoué près la Cour d'appel d'Amiens (décret du 10 mars 1879) et juge de paix suppléant du 1er arrondissement d'Amiens (décret du 16 juillet 1894. il est également membre de la conférence littéraire d'Amiens de 1878 à 1879.
Il est élu membre de la Société académique de Paris-Plage le 18 avril 1909 et habite, en 1910, 15, rue Alexandre Fatton à Amiens.
Il meurt le 6 novembre 1926 au Touquet-Paris-Plage à l'âge de 73 ans.

#### Publications
Il publie, sous le pseudonyme Pierre Lesage, Electre tragédie de Sophocle, traduite en vers français (Paris, Westhauser, édit. 1898).

### Pierre Sauvage
Pierre Sauvage (1902-) est un journaliste et rédacteur de journal.

#### Biographie
Pierre Raymond Sauvage est né à Raillencourt-Sainte-Olle (Nord) le 5 mai 1902, fils de Charles Jean Baptiste Joseph, employé, et de Clémence Guilbert, épicière.
Il fait ses études à Boulogne-sur-Mer (Institution Haffreingue) et sort avec le diplôme de bachelier ès-lettres en 1918.
Il fait son service militaire au Maroc.
Ensuite, il commence sa vie professionnelle dans la presse, comme journaliste, correspondant, reporter, à Paris L'Intransigeant, à Londres The Times et Daily Mail, et à Boulogne-sur-Mer en 1923 Télégramme. Il est rédacteur en chef du Télégramme du Pas-de-Calais en 1932. Il est membre de la Société des Gens de Lettres.
Il est élu membre de la Société académique du Touquet-Paris-Plage, le 8 août 1936 et habite 33, rue Victor-Hugo à Boulogne-sur-Mer.

### Léon Saxer
Léon Saxer (1886-1970) est un architecte français. Il est l’auteur de villas balnéaires du Touquet-Paris-Plage et de La Baule.

### Raymond Silva
Raymond Silva (1898-1988) est un industriel et homme de Lettres.

#### Biographie
Gabriel Raymond Silva est né le 9 avril 1898 dans le 9e arrondissement de Paris, et mort le 18 juillet 1988 à Longages,, fils de Jacob Ernest Victor Silva, industriel et docteur en médecine, et de Marcelle Constance Schwob. Il épouse, en premières noces, Éliane Gilberte Oppenheimer, le 21 septembre 1920 dans le 8e arrondissement de Paris, puis en secondes noces, Yvonne Émilie Aron et, en troisièmes noces, Catherine Brigitte Lilianne Van Notten.
Il fait ses études au lycée Condorcet.
C'est un homme de Lettres, membre de la Société des auteurs.
Il est élu membre de la Société académique du Touquet-Paris-Plage le 24 août 1935. Il habite au 46, boulevard d'Inkermann à Neuilly-sur-Seine et lotissement Les Iris, avenue du Golf au Touquet-Paris-Plage en 1935.

#### Distinctions
Il est décoré de la croix de guerre 1914-1918 et nommé chevalier de la Légion d'honneur par décret du 30 juin 1939,.

#### Publications
Il publie La Dame en friche, collabore à de nombreux journaux et a fait représenter plusieurs pièces de théâtre.

### Léon Soucaret
Léon Soucaret (1867-1933), est un ingénieur-négociant à Paris. Il est élu maire, le 17 mai 1925, du Touquet-Paris-Plage.

## T

### Georges Térouanne
Georges Térouanne (1861-) est un militaire, sorti de l'École spéciale militaire de Saint-Cyr, il est directeur du Modern-Office, agence de location, rue de Paris, à Paris-Plage.

#### Biographie
Edmond Georges Gustave Térouanne est né, le 10 mars 1861 à Luzillé dans le département d'Indre-et-Loire, fils d'Edmond Georges Térouanne, directeur d'assurance, et de Marie Adrienne Amélie Leblond. Il se marie, avec Marie Alice Valet, le 11 décembre 1895 dans le 17e arrondissement de Paris,, ils ont une fille Marie Madeleine et un garçon, Georges Edmond Maurice.
En 1881, il est élève de l'École spéciale militaire de Saint-Cyr.
Lors de sa carrière militaire, il est, en 1883, sous-lieutenant au 83e régiment d'infanterie, en octobre 1887, lieutenant au 155e et en décembre 1894, capitaine au 131e, démissionnaire en août 1895. il est chef de bataillon de territoriale en 1909. Il participe à la Première Guerre mondiale.
Au Touquet-Paris-Plage, il est directeur du Modern-Office, rue de Paris, à Paris-Plage, qui deviendra l'agence des baigneurs, puis trésorier du syndicat d'indicative et de développement du Touquet-Paris-Plage depuis le 28 août 1908. Il est élu le 7 septembre 1908, membre titulaire de la Société académique de Paris-Plage dont il est le trésorier à partir de cette date. Il est conseiller municipal de Cucq-Paris-Plage (1908-1909). Il habite 1, place des Deux-Écus dans le 1er arrondissement de Paris en 1921.

#### Distinctions
Georges Térouanne est décoré de la croix de guerre 1914-1918 et nommé  chevalier de la Légion d'honneur par décret 12 janvier 1916.

#### Publications
Georges Térouanne publie en 1909, en collaboration avec Édouard Lévêque, l'annuaire général de Paris-Plage, (imp. Delambre, Montreuil-sur-Mer).

### Georges Terret
Georges Terret (1888-), est un ingénieur français.

#### Biographie
Aristide Franklin Georges Terret est né, le 14 avril 1888, à Montvicq (Allier), fils de Gilbert Terret, instituteur, et de Marie Pauline Goumy. Il est marié avec Reine Casanova, né en 1890 à Ajaccio.
Il fait ses études secondaires aux lycées de Moulins, Nimes et Louis-le-Grand, il est admis, la même année, à l'École polytechnique, à l'École nationale des ponts et chaussées et à l'École centrale et choisit cette dernière. Après le service militaire, il en sort avec le diplôme d'ingénieur (1913).
Il est sous-lieutenant d'artillerie au 1er août 1914, puis lieutenant pendant toute la Première Guerre mondiale (3 citations et une blessure). Il est capitaine en 1920.
Entré dans la vie professionnelle, il est ingénieur du ministère des régions libérées, à Arras, de 1919 à 1930.
Au Touquet-Paris-Plage, il est ingénieur de la ville du Touquet-Paris-Plage en 1930, secrétaire général de la mairie, de 1933 à 1934, et directeur du syndicat d'initiative en mars 1934.
Il est élu membre titulaire de la Société académique du Touquet-Paris-Plage, le 12 août 1933 et habite 153, rue de Metz au Touquet-Paris-Plage et 19, rue Nationale à Sainte-Catherine.

#### Distinctions
Il est décoré de la croix de guerre 1914-1918 avec deux étoiles de bronze, puis de la croix de guerre 1914-1918 avec étoile d'argent et nommé chevalier de la Légion d'honneur par décret du 27 et 29 décembre 1923,,.

### Léon Thomas
Léon Thomas (1854-1927) avocat et président de chambre à la cour d'appel de Paris.

#### Biographie
Joseph Antoine Léon Thomas est né à Remiremont (Vosges) le 7 février 1854 et mort le 24 juin 1927 dans le 7e arrondissement de Paris. Il est le fils de Charles Antoine Prosper Thomas, avocat, et de Marie Anne Éléonore Knoderer. Il épouse Marie Victorine Saunier.
Il est bachelier ès-lettres, licencié en droit.
Il devient avocat le 6 novembre 1875, ensuite il exerce les fonctions suivantes, juge suppléant au tribunal civil d'Épinal, le 1er juin 1879, substitut, à Épinal, le 24 avril 1880 et à Grenoble, le 5 novembre 1880, procureur de la République, à Nyons, le 9 janvier 1882, à Lons-le-Saulnier, le 14 novembre 1882, à Valenciennes, le 20 février 1886, à Boulogne-sur-Mer, le 20 juillet 1889 et à Troyes, le 26 octobre 1892, substitut, au tribunal de la Seine, le 13 octobre 1893 et substitut du procureur général près la cour d'appel de Paris, le 11 novembre 1904, président de la chambre de la cour d'appel de Paris, le 21 novembre 1918 et enfin, conseiller à la Cour d'appel de Paris, le 1er février 1908.
Au Touquet-Paris-Plage, il est élu membre titulaire de la Société académique de Paris-Plage, le 27 août 1906 et membre de la chambre syndicale (Syndicat des propriétaires de Paris-Plage) le 20 août 1911. Il habite, en 1909, 19, avenue Bosquet dans le 7e arrondissement de Paris.

#### Distinctions
Il est nommé chevalier de la Légion d'honneur par décret du 30 décembre 1918,.

### Henri Triffault
Henri Triffault (1878-1958) est un géomètre-topographe.

#### Biographie
Henri Triffault est né à Arpajon (Seine et Oise), le 30 mars 1878 et mort le 16 décembre 1958 dans le 5e arrondissement de Paris à l'âge de 80 ans, fils d'Albéric Jules Triffault et de Stéphanie Ernestine Joséphine Clarisse. Il se marie, avec Isabelle Geneviève Sanguet (1879-1969), fille de Joseph-Louis Sanguet, le 11 novembre 1905 dans le 5e arrondissement de Paris.
Il devient géomètre-topographe en 1902. Il est membre, de la Société des géomètres de France et de la Société de topographie parcellaire de France.
Il est directeur du service technique de la plage d'Hardelot de 1905 à 1910.
Au Touquet-Paris-Plage, il est directeur du service technique du Touquet Syndicate Limited et de la Société générale du Touquet-Paris-Plage à partir de 1910, et membre du conseil d'administration de la caisse des écoles le 25 février 1913 et en devient le secrétaire le 13 mars 1913.
Il est élu membre titulaire de la Société académique du Touquet-Paris-Plage le 13 septembre 1913 et habite villa Les Mazurettes, avenue du Château au Touquet-Paris-Plage et 7 rue de Navarre dans le 5e arrondissement de Paris, en 1958.

#### Distinctions
Il reçoit la Médaille militaire et est décoré de la croix de guerre 1914-1918.

### Jacques Trodé
Jacques Trodé (1921-2012) est un administrateur de biens à Saint-Cloud.
Nécrologie par André Hanquiez.

#### Biographie
Jacques Trodé est né le 10 mai 1921 à Amiens et mort le 17 août 2012, résidence Fontaine Médicis, 360 avenue de l'Europe à Cucq, à l'âge de 92 ans, il est inhumé à Saint-Cloud.
En 1958, il fonde le Rotary Club de Saint-Cloud, il en est président quatre années plus tard. Il est gouverneur du 166e district pour l'année 1966-1967, le plus jeune de France à l'âge de 45 ans. Il assure les suppléances des gouverneurs internationaux aux conventions d'Italie et d'Angleterre. Il procède à 50 remises de charte de nouveaux clubs. Il est membre d'honneur du club du Touquet-Paris-Plage.
Il est administrateur de la fondation Raoul Follereau et président du comité des Hauts-de-Seine-Nord, membre de la société Saint-Vincent-de-Paul pour l'aide aux malades.
Il est aussi pilote d'avion et pratique la voile, à ce titre il a été président du club nautique du touquet (CNT).
Il participe à l'association Anitou durant les vingt ans de son existence, relation avec le Mali, ville de Niono.
Il est élu membre de la Société académique du Touquet-Paris-Plage en 1990 et habite villa La Chênaie, à l'angle de l'avenue du Château et l'avenue Marie-Louise au Touquet-Paris-Plage.

## V

### Moïse Vaillant
Moïse Vaillant (1860-1915) est un juge suppléant au tribunal civil.

#### Biographie
Moïse Adolphe Désiré Vaillant est né, le 15 juin 1860, à Chaulnes (Somme), fils d'Adolphe René Vaillant et de Marie Françoise Clarisse Cailleux, et mort le 21 janvier 1915 à Abbeville à l'âge de 54 ans.
Au sortir de ses études, il est licencié en droit de la faculté de Paris.
Il commence sa carrière professionnelle comme avoué près du tribunal civil d'Abbeville le 15 octobre 1885, il est ensuite successivement, juge de paix suppléant d'Abbeville-Nord de 1892 à 1900, puis juge suppléant au tribunal civil d'Abbeville le 21 janvier 1901.
Il termine sa période militaire comme lieutenant-trésorier au 14e régiment territorial d'infanterie de 1881 à 1904.
À partir de 1902, il est administrateur des hospices d'Abbeville.
Au Touquet-Paris-Plage, il est administrateur de la Société du Tramway d'Étaples à Paris-Plage à partir de 1910, puis son président du conseil d'administration en avril 1911 et membre de la Chambre syndicale (syndicat des Propriétaires de Paris-Plage) à partir du 18 août 1907 et vice-président le 15 août 1909. Il est élu membre titulaire de la Société académique de Paris-Plage le 27 août 1906.
Il habite 22, rue Duchesne-de-Lamotte à Abbeville, en 1910.

#### Distinctions
Il est fait officier d'Académie en 1897.

### Lucien Viraut
Lucien Viraut est l'architecte de l'église Sainte-Jeanne-d'Arc du Touquet-Paris-Plage en 1911.

## W

### John Whitley
John Whitley (1843-1922), est un homme d'affaires britannique à l'origine du développement de la station du Touquet-Paris-Plage.

### René Wibaux
René Wibaux, (1887-1965), est un médecin, pharmacien de 1re classe, expert chimiste et résistant français de la première et de la Seconde Guerre mondiale..
Il est élu membre titulaire de la Société académique du Touquet-Paris-Plage le 10 septembre 1932.

## Pour approfondir

### Notes
1. ↑  Charles Greisch est le fils d'Henri Greisch (lb), qui fut maire de Esch-sur-Sûre et témoin de la naissance d'Henri Charles Joseph Greisch
2. ↑  Ne figure pas dans la base Léonore.